# Бой под Доброй
Бой под Доброй — бой 12 (24) февраля 1863 года между русскими войсками и польскими повстанцами во время восстания 1863 года.

## Предыстория
10 (22) февраля 1863 года повстанческий отряд возглавляемый Юзефом Савицким и доктором Джозефом Дворжочком общим числом около 300 человек прибыл в район местечка Згеж. После пополнения запасов провизии и недолгого отдыха, мятежники покинули городок и отошли в леса, в окрестностях деревни Добра, где устроили лагерь.
Регулярные войска давно выслеживающие отряд узнали о местонахождении лагеря и выслали на его ликвидацию 2 роты пехоты (240 солдат), и эскадрон из 60 казаков.

## Бой
Утром 12 (24) февраля 1863 года регулярные войска атаковали лагерь мятежников. Повстанцы были не готовы к сражению и нападение регулярных войск для них стало полной неожиданностью. В спешке организовав оборонительные позиции, мятежники трижды попытались контратаковать русский отряд, но каждый раз оказывались под шквальным оружейным огнем и были вынуждены начать беспорядочное отступление. Казаки получили приказ преследовать мятежников, однако вскоре были вынуждены остановиться в связи с труднопроходимой для лошадей лесистой местностью.
В бою повстанцы потеряли убитыми 63 человека, ещё более 100 были ранены или взяты в плен. Потери регулярных войск составили всего 7 убитых и 10 раненых.